# Sanjar Tursunov (Boxer)
Sanjar Shokirjon oʻgʻli Tursunov (usbekisch-kyrillisch Санжар Шокиржон ўғли Турсунов; * 18. August 1998 in Denov) ist ein usbekischer Boxer im Schwergewicht.

## Amateurkarriere
Sanjar Tursunov begann 2010 mit dem Boxsport, gewann 2013 die usbekischen Juniorenmeisterschaften und 2015 die usbekischen Jugendmeisterschaften. 2016 gewann er das Jugendturnier „Danas Pozniakas“ in Litauen und startete bei den asiatischen Jugendmeisterschaften in Kasachstan, wo er die Goldmedaille erkämpfte. Bei den Jugend-Weltmeisterschaften 2016 in Russland schied er auf dem elften Platz aus.
Sein erstes Boxturnier im Elitebereich waren die Asienmeisterschaften 2017 in Usbekistan, wo er im Viertelfinale gegen Wassili Lewit ausschied. In den Box-Offs qualifizierte er sich mit einem Sieg gegen Salar Gholami für die Weltmeisterschaften 2017 in Hamburg. Dort besiegte er Jeffry Gonzalez, Yamil Peralta und Roy Korving, ehe er im Halbfinale gegen Jewgeni Tischtschenko mit einer Bronzemedaille ausschied.
Bei den Asienmeisterschaften 2019 in Thailand gewann er die Silbermedaille und schied bei den Weltmeisterschaften 2019 in Jekaterinburg vor dem Erreichen der Medaillenränge aus. Bei den Asienmeisterschaften 2021 erkämpfte er eine Bronzemedaille.
Durch das Erreichen des Halbfinales bei der asiatischen Olympiaqualifikation 2020 erhielt er einen Startplatz bei den Olympischen Spielen 2020 in Tokio, wo er in der Vorrunde mit 1:4 gegen Abdelhafid Benchabla ausschied.

## Profikarriere
Tursunov gewann sein Profidebüt am 8. November 2018. 